# 大室ダシ
大室ダシ（おおむろだし）とは、伊豆大島南方約20km・利島の東約15kmにある浅瀬である。海底火山の活動によって形成されたと推定されている。

## 地形・地質
水深100-200mにある直径約20kmの複成火山で、最浅部は水深28m、比高300mの流紋岩質海底火山である。最終氷期に形成された島棚であると考えられる。表面はサンゴモなどによる石灰岩に覆われている。水深200m以浅の範囲は伊豆大島と同程度の面積を持つ。大室出シの東側は急斜面で大室海底谷及び相模トラフに連続するのに対し、西側の利島側は緩斜面となっている。
中央部には直径8kmの埋没したカルデラと、その中に落差約100m、直径約1kmの大室海穴が存在している。この大室海穴の西壁からは複数の新鮮な流紋岩質溶岩層が見出されること、海底熱水活動が現在も活発であること、地殻熱流量は3000 mW/m2と非常に高いことなどから、比較的最近の爆発的噴火によって形成された火口と推定され、活火山であると推定されている。
場所と規模から考えて、噴火により首都圏に火山灰と津波をもたらす危険が考えられている。

## 引用・脚注
1. ↑  「地震なくても津波起きる？ 海底噴火、監視難しく」ナゾ謎かがく」2012年12月23日 日本経済新聞
2. ↑  伊豆大島南方の大室ダシにおける浅海海底熱水域の活動状況の調査について2012年10月11日 独立行政法人海洋研究開発機構 プレスリリース
3. ↑  “9.国内外の主な火山現象による津波観測記録一覧表、10.個別火山の津波発生要因に関する調査結果の詳細”. 原子力規制委員会. 2022年1月10日閲覧。
4. ↑  藤岡 換太郎 (1988). “伊豆大島周辺の海底地形”. 地学雑誌 97 (1):  39-50. doi:10.5026/jgeography.97.39 2019年1月8日閲覧。.